# Énergie au Vietnam
Le secteur de l'énergie au Vietnam connait une croissance très rapide : de 1990 à 2021, la consommation intérieure d'énergie primaire a progressé en moyenne de 5,5 % par an, la production d'énergie de 4,0 %, la consommation d'électricité de 12,6 % et les émissions de gaz à effet de serre liées à l'énergie de 8,6 %.
La production d'énergie primaire du Vietnam était en 2021 inférieure de 35 % à sa consommation intérieure ; le solde importateur énergétique, composé surtout de charbon, de produits pétroliers et de pétrole brut, représentait 34 % de la consommation. Ce solde a longtemps été exportateur, est passé par un maximum en 2009, puis s'est amenuisé progressivement et le Vietnam est devenu importateur net en 2015 pour satisfaire la forte croissance de la demande d'énergie. La production nationale de charbon couvre 49 % de la consommation en 2023, celle de pétrole 31 % et celle de gaz naturel 100 %.
La consommation d'énergie primaire par habitant au Vietnam était en 2023 inférieure de 36 % à la moyenne mondiale et de 41 % à celle de la Chine, mais elle augmente rapidement.
La production d'électricité couvre 27,7 % de la consommation finale d'énergie en 2021 ; elle repose en 2023 à 56,9 % sur les combustibles fossiles (surtout charbon : 46,9 % et gaz naturel : 9,5 %), et à 43 % sur les énergies renouvelables (hydroélectricité : 29,3 %, solaire : 9,3 %, éolien : 4,1 %, biomasse : 0,3 %). Le pays a préparé activement un ambitieux programme nucléaire d'environ 12 000 MW d'ici 2030 ; la construction des premières centrales devait débuter en 2017 ou 2018, puis 2019, mais a été déprogrammée fin 2016 sur la base des conditions économiques du moment. La puissance installée éolienne a été multipliée par 11,6 entre 2020 et 2023.
L'hydroélectricité se développe rapidement ; elle se situe en 2022 au 13e rang mondial avec 1,2 % de la production mondiale. Le développement du solaire photovoltaïque a connu en 2019 un démarrage foudroyant, faisant du Vietnam le 5e marché mondial, puis en 2020 le 3e marché mondial, et portant la puissance installée solaire du pays au 8e rang mondial au 31 décembre 2020.
Les émissions de CO2 dues à la combustion par habitant du Vietnam étaient en 2021 inférieures de 31 % à la moyenne mondiale, mais elles ont progressé en moyenne de 8,1 % par an entre 1990 et 2021.

## Vue d'ensemble
| Principaux indicateurs sur l'énergie au Vietnam                                                                                                   | Principaux indicateurs sur l'énergie au Vietnam | Principaux indicateurs sur l'énergie au Vietnam | Principaux indicateurs sur l'énergie au Vietnam | Principaux indicateurs sur l'énergie au Vietnam | Principaux indicateurs sur l'énergie au Vietnam | Principaux indicateurs sur l'énergie au Vietnam |
| --- | ----------------------------------------------- | ----------------------------------------------- | ----------------------------------------------- | ----------------------------------------------- | ----------------------------------------------- | ----------------------------------------------- |
| | Population                                      | Consom. énergie primaire                        | Production                                      | Importation nette                               | Consom. élect.*                                 | Émissions GES**                                 |
| Année | Millions                                        | PJ                                              | PJ                                              | PJ                                              | TWh                                             | Mt CO2éq                                        |
| 1990 | 66,0                                            | 748                                             | 765                                             | -7                                              | 6                                               | 24                                              |
| 2000 | 79,00                                           | 1 203                                           | 1 671                                           | -409                                            | 23                                              | 58                                              |
| 2010 | 87,41                                           | 2 454                                           | 2 759                                           | -310                                            | 90                                              | 152                                             |
| 2011 | 88,35                                           | 2 458                                           | 2 833                                           | -238                                            | 98                                              | 153                                             |
| 2012 | 89,30                                           | 2 490                                           | 2 874                                           | -287                                            | 108                                             | 152                                             |
| 2013 | 90,27                                           | 2 558                                           | 2 851                                           | -204                                            | 111                                             | 158                                             |
| 2014 | 91,24                                           | 2 862                                           | 2 933                                           | -12                                             | 126,9                                           | 172                                             |
| 2015 | 92,19                                           | 2 641                                           | 2 558                                           | 218                                             | 150,0                                           | 189                                             |
| 2016 | 93,13                                           | 2 908                                           | 2 535                                           | 466                                             | 168,2                                           | 207                                             |
| 2017 | 94,03                                           | 3 018                                           | 2 504                                           | 571                                             | 182,6                                           | 209                                             |
| 2018 | 94,91                                           | 3 569                                           | 2 547                                           | 958                                             | 203,6                                           | 260                                             |
| 2019 | 95,78                                           | 4 017                                           | 2 565                                           | 1 575                                           | 222,5                                           | 310                                             |
| 2020 | 96,65                                           | 4 071                                           | 2 337                                           | 1 890                                           | 225,9                                           | 319                                             |
| 2021 | 97,47                                           | 3 986                                           | 2 604                                           | 1 354                                           | 237,8                                           | 308                                             |
| variation 1990-2021 | +48 %                                           | +433 %                                          | +240 %                                          | ns                                              | +3863 %                                         | +1183 %                                         |
| taux moyen annuel 1990-2021 | +1,3 %                                          | +5,5 %                                          | +4,0 %                                          | ns                                              | +12,6 %                                         | +8,6 %                                          |
| * consommation brute d'électricité = production+importations-exportations-pertes en ligne ** émissions de gaz à effet de serre liées à l'énergie. |                                                 |                                                 |                                                 |                                                 |                                                 |                                                 |

## Production d'énergie primaire
Au cours des dernières décennies, le Vietnam est devenu un important producteur de pétrole et de gaz naturel grâce à des politiques encourageant les investissements étrangers.
En 2021, la production d'énergie primaire du Vietnam : 2 604 PJ (Pétajoules) était inférieure de 35 % à sa consommation intérieure : 3 986 PJ ; le solde importateur énergétique de 1 354 PJ représentait 34 % de la consommation, les variations de stocks 1,3 % et les soutes internationales -0,6 %. La production nationale de charbon couvrait 58 % de la consommation en 2021, celle de pétrole 42 % et celle de gaz naturel 100 %.
| Source                                                   | 1990 | %    | 2000  | %    | 2010  | %    | 2020  | %    | 2021  | % 2021 | var. 2021/1990 |
| Charbon                                                  | 109  | 14,2 | 272   | 16,3 | 1 051 | 38,1 | 1 017 | 43,5 | 1 133 | 43,5 % | +942 %         |
| Pétrole                                                  | 115  | 15,0 | 706   | 42,2 | 653   | 23,7 | 392   | 16,8 | 401   | 15,4 % | +249 %         |
| Gaz naturel                                              | 0,1  | ε    | 47    | 2,8  | 340   | 12,3 | 310   | 13,3 | 264   | 10,1 % | ns             |
| Total fossiles                                           | 224  | 29,3 | 1 025 | 61,3 | 2 044 | 74,1 | 1 719 | 73,5 | 1 798 | 69,0 % | +703 %         |
| Hydraulique                                              | 19   | 2,5  | 52    | 3,1  | 99    | 3,6  | 262   | 11,2 | 283   | 10,9 % | +1365 %        |
| Biomasse-déchets                                         | 522  | 68,2 | 594   | 35,5 | 616   | 22,3 | 318   | 13,6 | 412   | 15,8 % | -21 %          |
| Solaire, éolien                                          |      |      |       |      | 0,2   | 0,01 | 38    | 1,6  | 112   | 4,3 %  | ns             |
| Total EnR                                                | 541  | 70,7 | 646   | 38,7 | 715   | 25,9 | 618   | 26,5 | 806   | 31,0 % | +49 %          |
| Total                                                    | 765  | 100  | 1 671 | 100  | 2 759 | 100  | 2 337 | 100  | 2 604 | 100 %  | +240 %         |
| Source des données : Agence internationale de l'énergie. |      |      |       |      |       |      |       |      |       |        |                |

### Charbon

Production et consommation de charbon en Mtep

Les réserves prouvées récupérables de charbon du Viêt Nam étaient estimées par l'Agence fédérale allemande pour les sciences de la terre et les matières premières (BGR) à 3 116 Mt (millions de tonnes) fin 2022, soit 0,4 % des réserves mondiales, au 13e rang mondial, et les ressources ultimes supplémentaires à 3 519 Mt. Les réserves prouvées représentaient 62 ans de production au rythme de 2022 : 49,9 Mt. Le Viêt Nam a également 244 Mt de réserves prouvées de lignite, non exploitées, et 199 876 Mt de ressources ultimes supplémentaires.
En 2023, la production de charbon du Vietnam était de 48,2 Mt, équivalant à 1,13 EJ, soit 0,6 % du total mondial ; elle a baissé de 3,4 % en 2023, mais progressé de 18 % entre 2013 et 2023. La consommation de charbon s'est élevée à 2,32 EJ, en hausse de 22 % en 2023 et de 222 % de 2013 à 2023 ; la production nationale couvre seulement 49 % de la consommation. Le pays importait 0,75 EJ en 2021.
Le Vietnam a produit 42 millions de tonnes de charbon en 2012, dont plus de la moitié (24,3 millions de tonnes) consommés dans le pays. Le Vietnam exportait une grande part de son charbon et en importait de petites quantités. Cependant, PetroVietnam prévoyait d'acheter 10 millions de tonnes de charbon par an à partir de 2017 pour approvisionner l'industrie électrique, selon un responsable de la compagnie PetroVietnam Power and Coal Import and Supply Company cité par Reuters. Les importations de charbon alimenteront trois centrales : deux construites dans le delta du Mékong et la troisième construite dans la province de Quang Ninh au nord-est. En 2013, le gouvernement vietnamien a augmenté la taxe sur les exportations de charbon de 10 % à 13 % pour réduire les exportations et satisfaire la croissance de la demande, particulièrement dans le secteur électrique.

### Pétrole

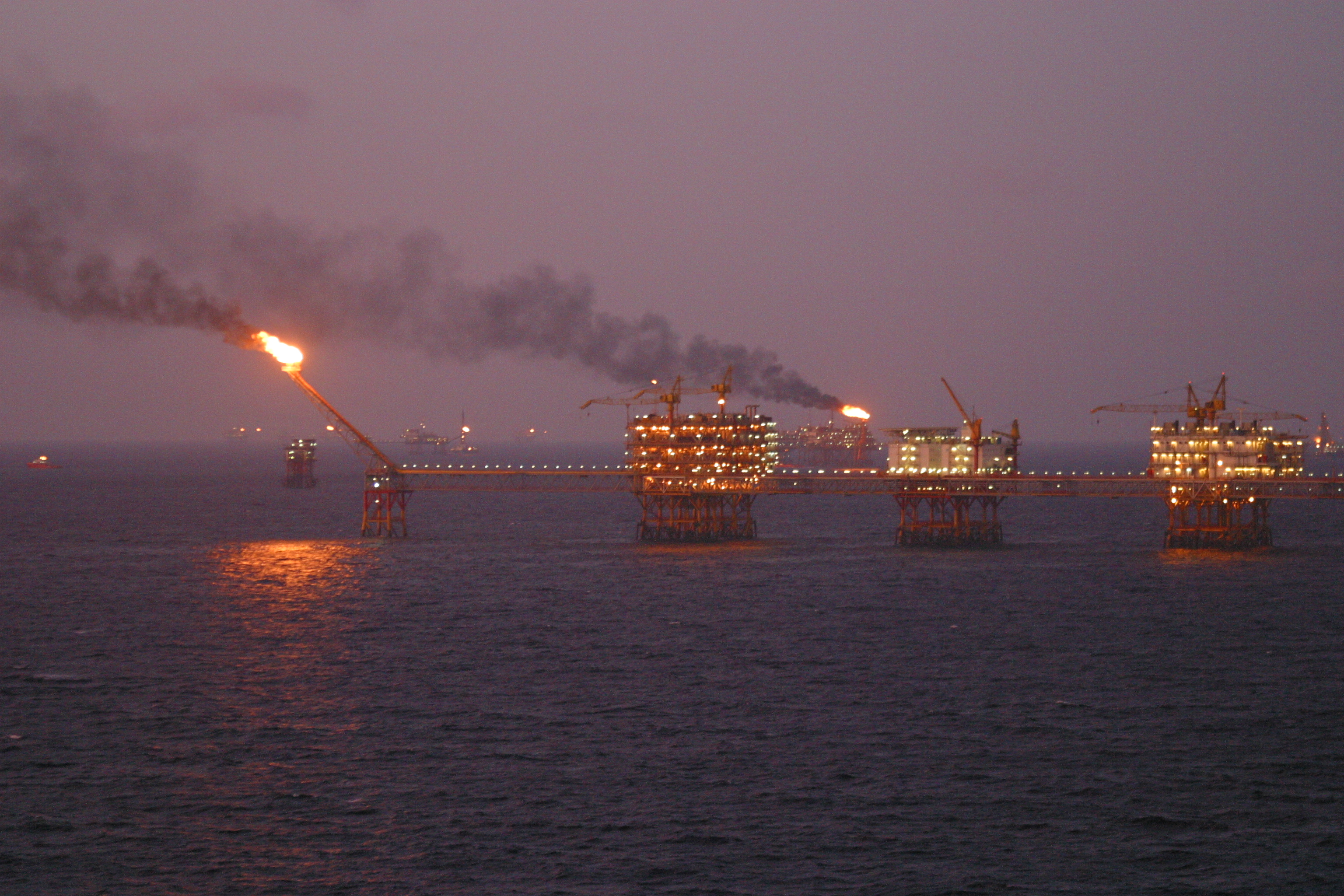
Une plateforme pétrolière sur le champ de Bạch Hổ, à Vũng Tàu, 2004

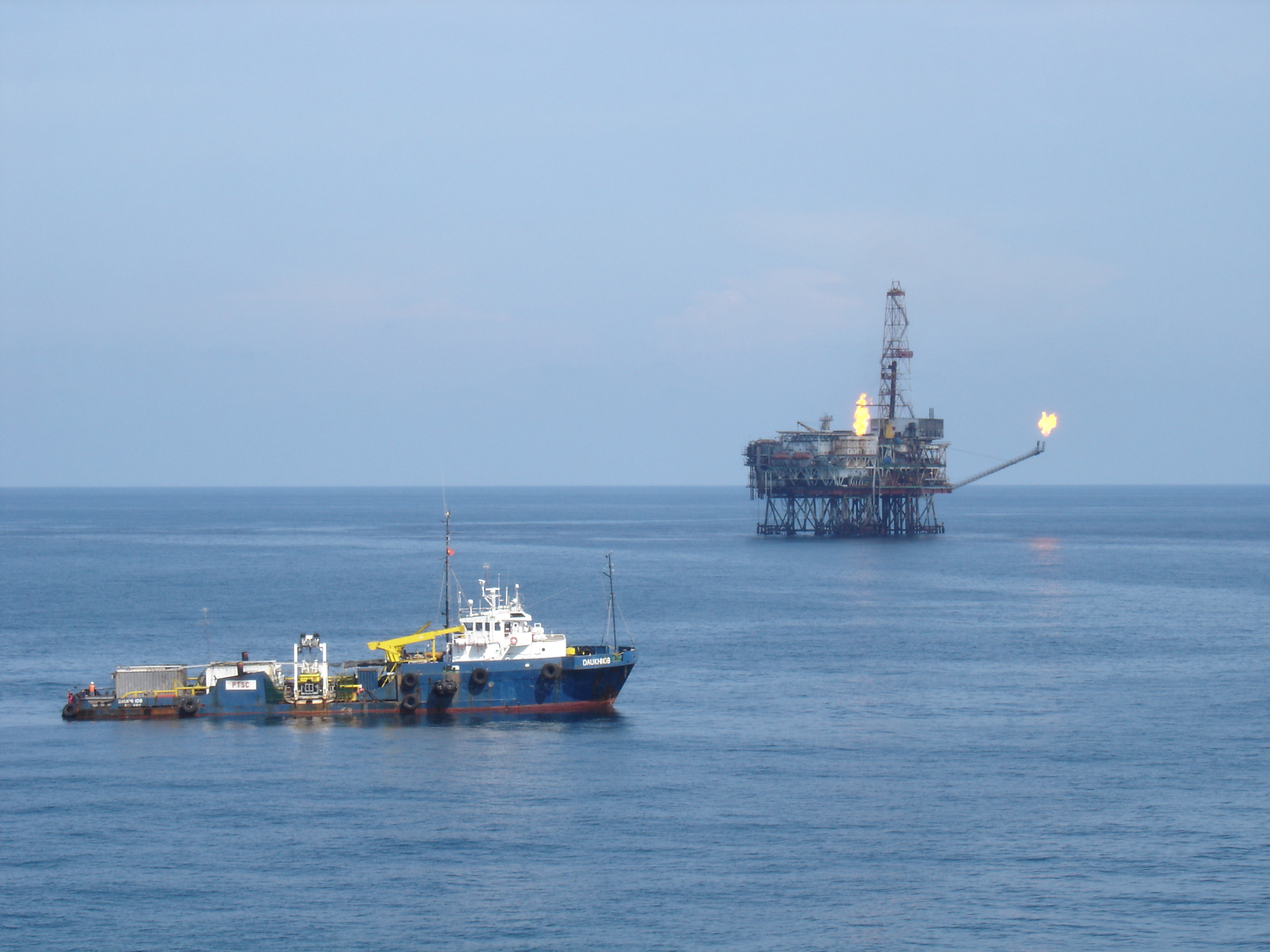
Plateforme pétrolière à Vũng Tàu, 2005

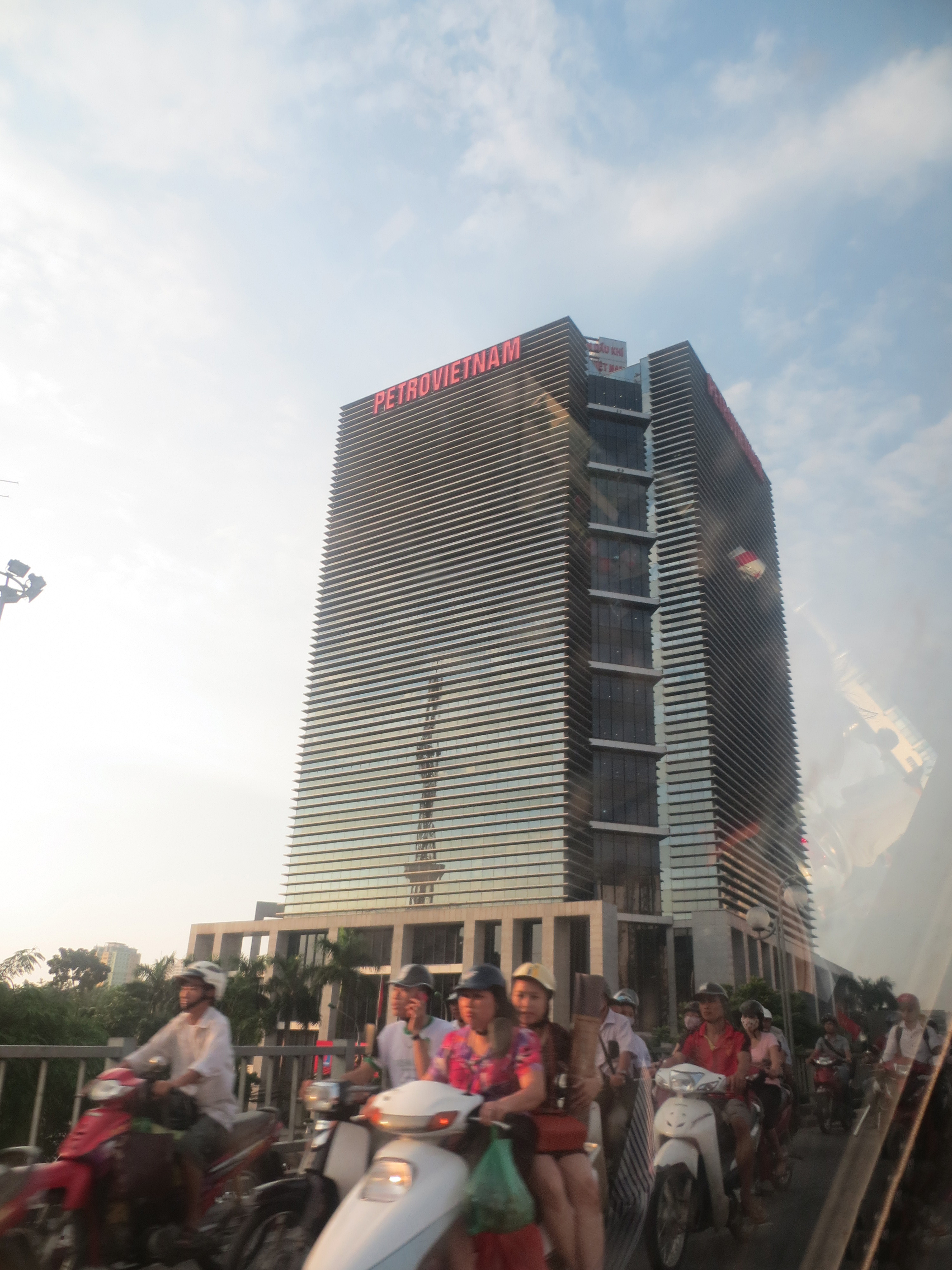
Tour du siège de PetroVietnam à Hanoï, 2014.

Le pays est devenu importateur de pétrole

Les réserves prouvées de pétrole du Viêt Nam étaient estimées par l'Agence fédérale allemande pour les sciences de la terre et les matières premières (BGR) à 599 Mt (millions de tonnes) fin 2022, soit 0,2 % des réserves mondiales. BGR estime les ressources ultimes supplémentaires à 600 Mt, soit 0,1 % du total mondial. Les réserves prouvées représentent 67 années de production au rythme de 2022 : 9,0 Mt.
Les réserves prouvées de pétrole n'étaient que de 0,6 milliard de barils en 2011, selon le Oil & Gas Journal ; les découvertes dans l'offshore les ont portées à 4,4 milliards de barils en 2013 et 2014, mais les eaux vietnamiennes restent encore en grande partie inexplorées. Le Vietnam était en 2014 au 3e rang en Asie pour ses réserves pétrolières derrière la Chine et l'Inde.
Le Vietnam se dispute la souveraineté sur les îles Spratleys en mer de Chine méridionale avec la Malaisie, les Philippines, la Chine, Taïwan et Brunei, mais le Vietnam a conclu des accords avec plusieurs de ces pays pour une exploration conjointe des ressources pétrolières et gazières de cette région ; seuls les différends avec la Chine restent à résoudre. Le 7 mai 2014, des tensions entre la Chine et le Vietnam ont éclaté à la suite d'une escarmouche sur une plate-forme pétrolière chinoise qui selon le Vietnam s’apprêtait à forer illégalement sur la plateau continental vietnamien ; le 15 septembre, le Vietnam a conclu un accord avec l'Inde pour mener conjointement des activités d'exploration-production dans les eaux contestées, malgré les objections chinoises.
En 2023, le Vietnam a produit 0,188 Mb/j (millions de barils par jour), soit 9,0 Mt (millions de tonnes) de pétrole, en baisse de 3,2 % en 2023 et de 47 % depuis 2013. Cette production représente 0,2 % de la production mondiale. La consommation de pétrole s'est élevée à 0,602 Mb/j, soit 1,20 EJ, en progression de 12,2 % en 2023 et de 60 % de 2013 à 2023 ; la production nationale en couvre seulement 31 %.
Le Vietnam a produit 353 700 barils par jour de pétrole en 2013, environ 3 % de moins qu'en 2012 et 12 % de moins que lors du pic de 2004 : 403 000 barils par jour. La principale zone de production a été le bassin de Cuu Long (neuf dragons, nom du delta du Mékong).
Le champ pétrolifère de Bạch Hổ, situé en mer de Chine méridionale à l'est du delta du Mékong, découvert en 1975 par Mobil, a été développé par la coentreprise russo-vietnamienne Vietsovpetro.
Le Vietnam est exportateur net de pétrole brut, mais importateur net de produits pétroliers ; la consommation de ces produits a progressé de plus de 70 % entre 2004 (238 400 barils par jour) et 2013 (413 000 barils par jour), si bien que le pays doit importer la majorité de ses besoins.
Le Vietnam dispose d'une raffinerie en fonctionnement : celle de Dung Quat (140 000 barils par jour), dans la province de Quảng Ngãi, mise en service en 2009. L'entreprise publique Vietnam Oil & Gas Corporation (PetroVietnam) cherche à accroître sa capacité de distillation de brut à environ 200 000 barils par jour en 2017 et à développer l'aptitude de la raffinerie de Dung Quat à traiter les pétroles bruts légers et ceux à haute teneur en soufre, moins coûteux, de Russie, du Moyen-Orient et du Venezuela. Le Vietnam projette de céder 49 % du capital de Dung Quat à des investisseurs étrangers afin de financer sa modernisation et son extension. Par ailleurs, la raffinerie de Nghi Son, en cours de construction depuis octobre 2013 dans la province de Thanh Hoa, est prévue pour être mise en service à la mi-2017 et la raffinerie de Vung Ro, qui sera conçue par le japonais JGC Corporation (Japan Gazoline Company), devrait être achevée en 2019.
PetroVietnam est l'entreprise clé des secteurs pétrolier et gazier et joue le rôle d'opérateur principal et de régulateur de cette industrie. La production de pétrole et de gaz naturel est entreprise soit directement par la filale amont de PetroVietnam, PetroVietnam Exploration and Production (PVEP), soit par des coentreprises entre PetroVietnam et d'autres compagnies. Des compagnies pétrolières internationales telles que ExxonMobil, Chevron et Zarubezhneft ont engagé des partenariats avec PetroVietnam ; ces partenariats nécessitent une approbation du Département du pétrole et du gaz du Premier Ministre et les licences sont négociées avec PVEP.

### Gaz naturel
Les réserves prouvées de gaz naturel de la Colombie étaient estimées par BGR à 610 Gm3 (milliards de m³) fin 2022, soit 0,3 % du total mondial, et les ressources ultimes supplémentaires à 1 355 Gm3, soit 0,2 % du total mondial. Les réserves prouvées représentaient 75 années de production au rythme de 2022 : 8,1 Gm3.
Les réserves gazières prouvées du Vietnam sont passées de 6,8 Tcf (193 milliards de m3) en 2011 à 24,7 Tcf (700 milliards de m3) en 2014, selon Oil & Gas Journal, grâce à des investissements étrangers en hausse depuis 2007.
En 2023, le Vietnam a produit 7,2 Gm3 (milliards de m³) de gaz naturel, soit 0,26 EJ (exajoules), en baisse de 7,4 % en 2023 et de 24 % par rapport à 2013. Cette production représente 0,2 % de la production mondiale. Sa consommation s'est élevée à 7,2 Gm3, soit la totalité de la production nationale.
Le pays est autosuffisant en gaz naturel, mais PetroVietnam prévoit un déficit d'approvisionnement croissant dû à une demande dépassant la production, particulièrement dans le sud du Vietnam. Le Plan directeur gazier 2011 du Vietnam prévoit de promouvoir le gaz naturel dans le mix d'énergie primaire, des objectifs de production et consommation et des plans détaillés plans pour les systèmes de collecte du gaz, les gazoducs et les installations de traitement du gaz.
Le gouvernement vietnamien a envisagé d'importer du gaz naturel liquéfié (GNL) dans le sud du pays pour répondre à la demande croissante de gaz naturel et combler le déficit d'approvisionnement. PetroVietnam (PV) Gas, filiale de PetroVietnam, a signé un protocole d'accord et un contrat préliminaire d'ingénierie et de développement avec Tokyo Gas Company pour développer le terminal GNL de Thi Vai dans la province de Bà Rịa-Vũng Tàu, dont la mise en service est prévue pour 2017. PV Gas a aussi signé un contrat d'achat de gaz avec Gazprom le 6 mars 2014, stipulant que PV Gas recevra 1,4 milliard de m3 par an via le terminal GNL de Thi Vai LNG. Un second terminal GNL, Son My, est aussi prévu pour démarrer en 2018, bien que la construction n'ait pas encore débuté.
Cá voi xanh est le plus grand gisement d'hydrocarbures du pays avec 150 km3 de réserves et se situe dans une concession accordée à ExxonMobil.

## Consommation d'énergie primaire
Selon l'Energy Institute, la consommation d'énergie primaire du Viêt Nam atteint 4,89 EJ en 2023, en hausse de 9,2 % par rapport à 2022 et de 106 % depuis 2013. Sa part dans la consommation mondiale est de 0,8 %. Elle se répartit en 77,3 % de combustibles fossiles (charbon : 47,4 %, pétrole : 24,5 %, gaz naturel : 5,3 %) et 22,9 % d'énergies renouvelables, dont hydroélectricité : 15,5 %. Sa consommation par habitant est de 49,5 GJ, en hausse de 88 % en dix ans, soit 64 % de la moyenne mondiale, 41 % de celle de la Chine et 37 % de celle de la France. Les conventions de l'Energy Institute diffèrent sensiblement de celles de l'AIE.
| Source                                                   | 1990 | %    | 2000  | %    | 2010  | %    | 2020  | %    | 2021  | % 2021 | var. 2021/1990 |
| Charbon                                                  | 93   | 12,4 | 183   | 15,2 | 613   | 25,0 | 2 126 | 52,2 | 1 957 | 49,1 % | +2002 %        |
| Pétrole                                                  | 113  | 15,2 | 327   | 27,2 | 768   | 31,3 | 1 015 | 24,9 | 960   | 24,1 % | +746 %         |
| Gaz naturel                                              | 0,1  | ε    | 47    | 3,9  | 340   | 13,9 | 310   | 7,6  | 264   | 6,6 %  | ns             |
| Total fossiles                                           | 207  | 27,6 | 557   | 46,3 | 1 722 | 70,2 | 3 451 | 84,8 | 3 181 | 79,8 % | +1439 %        |
| Hydraulique                                              | 19   | 2,6  | 52    | 4,4  | 99    | 4,0  | 262   | 6,4  | 283   | 7,1 %  | +1365 %        |
| Biomasse-déchets                                         | 522  | 69,8 | 594   | 49,4 | 616   | 25,1 | 314   | 7,7  | 407   | 10,2 % | -22 %          |
| Solaire, éolien                                          | -    | -    | -     | -    | 0,2   | 0,01 | 38    | 0,9  | 112   | 2,8 %  | ns             |
| Total EnR                                                | 541  | 72,4 | 646   | 53,7 | 715   | 29,2 | 614   | 15,1 | 802   | 20,1 % | +48 %          |
| Solde exp.électricité                                    | 0    |      | 0     |      | 17    | 0,7  | 5     | 0,1  | 3     | 0,1 %  | ns             |
| Total                                                    | 748  | 100  | 1 203 | 100  | 2 454 | 100  | 4 071 | 100  | 3 986 | 100 %  | +433 %         |
| Source des données : Agence internationale de l'énergie. |      |      |       |      |       |      |       |      |       |        |                |

## Consommation finale d'énergie
La consommation finale d'énergie au Vietnam (après raffinage, transformation en électricité, transport, etc) a évolué comme suit :
| Source                                                   | 1990 | %    | 2000  | %    | 2010  | %    | 2020  | %    | 2021  | % 2021 | var. 2021/1990 |
| Charbon                                                  | 56   | 8,3  | 135   | 12,9 | 411   | 20,3 | 927   | 32,5 | 913   | 31,4 % | +1541 %        |
| Produits pétroliers                                      | 98   | 14,6 | 273   | 26,1 | 704   | 34,8 | 839   | 29,4 | 798   | 27,4 % | +718 %         |
| Gaz naturel                                              | 0    |      | 0,7   | 0,1  | 21    | 1,0  | 60    | 2,1  | 72    | 2,5 %  | ns             |
| Biomasse-déchets                                         | 492  | 73,7 | 556   | 53,2 | 576   | 28,5 | 239   | 8,4  | 320   | 11,0 % | -35 %          |
| Électricité                                              | 22   | 3,3  | 81    | 7,7  | 313   | 15,5 | 785   | 27,5 | 805   | 27,7 % | +3513 %        |
| Total                                                    | 667  | 100  | 1 045 | 100  | 2 025 | 100  | 2 849 | 100  | 2 908 | 100 %  | +336 %         |
| Source des données : Agence internationale de l'énergie. |      |      |       |      |       |      |       |      |       |        |                |

| Filière                                                  | 1990 | %    | 2000  | %    | 2010  | %    | 2020  | %    | 2021  | % 2021 | var. 2021/1990 |
| Industrie                                                | 190  | 28,5 | 329   | 31,5 | 729   | 36,0 | 1 563 | 54,9 | 1 670 | 57,4 % | +779 %         |
| Transport                                                | 58   | 8,7  | 146   | 14,0 | 432   | 21,3 | 514   | 18,0 | 450   | 15,5 % | +678 %         |
| Résidentiel                                              | 394  | 59,0 | 500   | 47,9 | 669   | 33,1 | 430   | 15,1 | 432   | 14,9 % | +10 %          |
| Tertiaire                                                | 14   | 2,1  | 46    | 4,4  | 73    | 3,6  | 102   | 3,6  | 87    | 3,0 %  | +521 %         |
| Agriculture                                              | 10   | 1,6  | 18    | 1,7  | 26    | 1,3  | 136   | 4,8  | 146   | 5,0 %  | +1305 %        |
| Usages non énergétiques (chimie)                         | 1    | 0,2  | 6     | 0,5  | 95    | 4,7  | 105   | 3,7  | 123   | 4,2 %  | ns             |
| Total                                                    | 667  | 100  | 1 045 | 100  | 2 025 | 100  | 2 849 | 100  | 2 908 | 100 %  | +336 %         |
| Source des données : Agence internationale de l'énergie. |      |      |       |      |       |      |       |      |       |        |                |

## Secteur de l'électricité
Électricité du Vietnam (EVN) domine le secteur de l'électricité. Le Vietnam prévoit que la demande va plus que tripler à 330 TWh entre 2011 et 2020.
La croissance très rapide de la demande et l'insuffisance des investissements en centrales placent le réseau électrique sous la pression permanente de la croissance économique.

### Production d'électricité
Selon les estimations de l'Energy Institute, le Viêt Nam a produit 276,4 TWh d'électricité en 2023, en hausse de 4,3 % en 2023 et de 122 % depuis 2013, soit 0,9 % de la production mondiale, au 19e rang. Cette production se répartit en 56,9 % de combustibles fossiles (charbon : 46,9 %, gaz naturel : 9,5 %, pétrole : 0,5 %) et 43 % d'énergies renouvelables, dont 29,3 % d'hydroélectricité, 4,1 % d'éolien, 9,3 % de solaire et 0,3 % d'autres renouvelables (biomasse et déchets).
| Source                                                   | 1990 | %    | 2000 | %    | 2010 | %    | 2020  | %    | 2021  | % 2021 | var. 2021/1990 |
| Charbon                                                  | 2,0  | 23,1 | 3,1  | 11,8 | 19,7 | 20,7 | 119,1 | 49,6 | 115,0 | 45,4 % | +5648 %        |
| Pétrole                                                  | 1,3  | 15,0 | 4,5  | 17,0 | 3,4  | 3,6  | 1,1   | 0,4  | 0,3   | 0,1 %  | -77 %          |
| Gaz naturel                                              | 0    |      | 4,4  | 16,4 | 44,1 | 46,5 | 34,8  | 14,5 | 26,3  | 10,4 % | ns             |
| Sous-total fossiles                                      | 3,3  | 38,2 | 12,0 | 45,2 | 67,2 | 70,9 | 155,0 | 64,6 | 141,6 | 55,9 % | +4176 %        |
| Hydraulique                                              | 5,4  | 61,8 | 14,6 | 54,8 | 27,6 | 29,0 | 72,9  | 30,4 | 78,6  | 31,0 % | +1363 %        |
| Biomasse                                                 | 0    |      | 0    |      | 0,05 | 0,06 | 1,7   | 0,7  | 2,1   | 0,8 %  | ns             |
| Éolien                                                   | 0    |      | 0    |      | 0,05 | 0,05 | 1,0   | 0,4  | 3,3   | 1,3 %  | ns             |
| Solaire                                                  | 0    |      | 0    |      |      |      | 9,6   | 4,0  | 27,8  | 11,0 % | ns             |
| Sous-total EnR                                           | 5,4  | 61,8 | 14,6 | 54,8 | 27,7 | 29,1 | 85,1  | 35,4 | 111,8 | 44,1 % | +1982 %        |
| Total                                                    | 8,7  | 100  | 26,6 | 100  | 94,9 | 100  | 240,1 | 100  | 253,4 | 100 %  | +2819 %        |
| Source des données : Agence internationale de l'énergie. |      |      |      |      |      |      |       |      |       |        |                |

NB : la production hydroélectrique est très fluctuante d'une année à l'autre : en 2017, elle s'élevait à 85,9 TWh et en 2018 à 83,1 TWh. Elle a chuté de 20,4 % en 2019 (66,1 TWh) avant de remonter à 72,9 TWh en 2020 (+10,2 %).

#### Centrales thermiques classiques

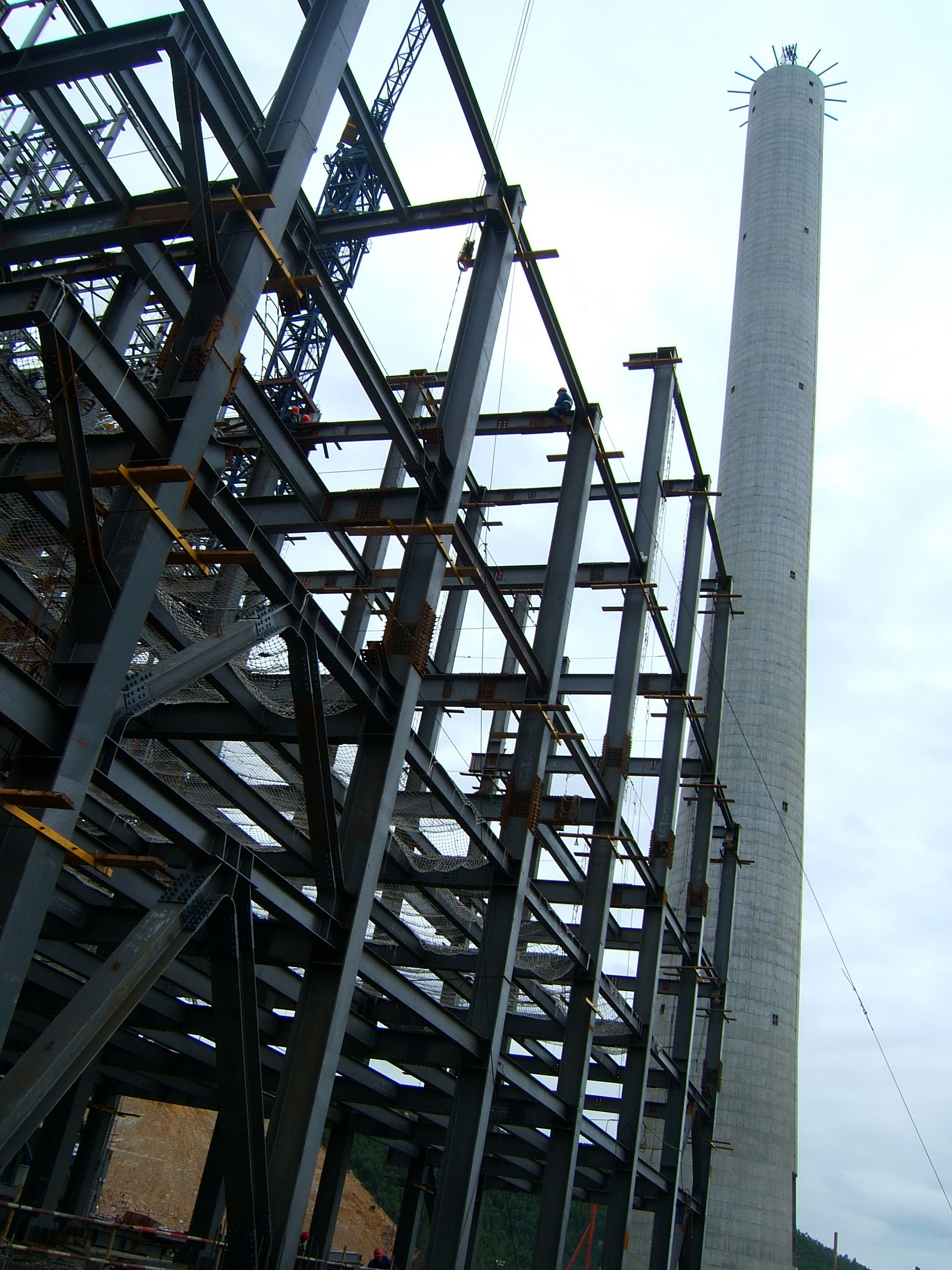
Centrale à charbon de Quang Ninh, 2007

La production des centrales à charbon, qui a déjà été multipliée par dix entre 1990 et 2012, est appelée à progresser encore fortement du fait de la mise en service récente ou prochaine de plusieurs grandes centrales et de la signature de contrats d'importation de charbon.
Principales centrales à charbon :
| Nom           | Province   | Puissance (MW) | Construction                     | Exploitant                 | Notes                                                                |
| ------------- | ---------- | -------------- | -------------------------------- | -------------------------- | -------------------------------------------------------------------- |
| Vinh Tan-2    | Binh Thuan | 1244           | 2010-2014                        | EVN                        | extension prévue à 5 600 MW                                          |
| Vinh Tan-4    | Binh Thuan | 1200           | 2014-2017/18                     | EVN                        | financée par la Banque japonaise pour la coopération internationale  |
| Mong Duong-II | Quảng Ngãi | 1240           | 2007-2014(unité 1)/2015(unité 2) | Vinacomin et AES           | la première du pays à être équipée de chaudières « made in Vietnam » |
| Quang Ninh    | Quang Ninh | 1200           | ?-2010/2012                      | EVN, VINACOAL et VINACONEX |                                                                      |
| Pha Lai-2     | Hải Dương  | 600            | 1998-2001                        | EVN                        |                                                                      |
| Cam Pha       | Quang Ninh | 600            | 2006-2011                        | Vinacomin 51 %             | prévue initialement pour 2002/03                                     |
| Hai Phong-II  | Hải Phòng  | 600            | 2007-2011                        | EVN (77,5 %)               | anthracite de la mine de Quang Ninh                                  |

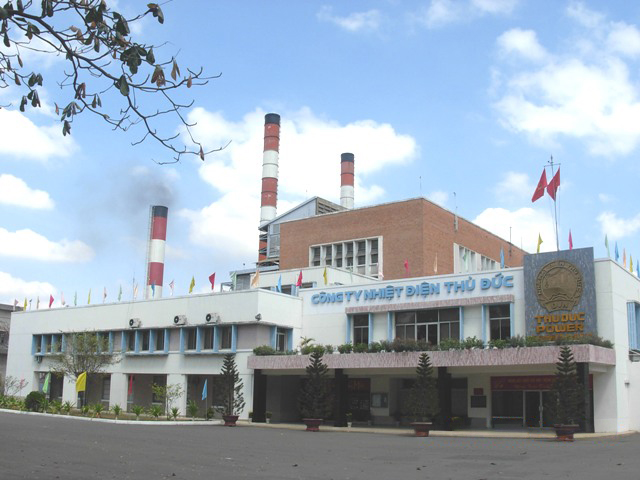
Centrale thermique à gaz de Thu Duc

Principales centrales à gaz naturel :
| Nom          | Province        | Puissance (MW) | Construction | Exploitant          | Notes                                                                 |
| ------------ | --------------- | -------------- | ------------ | ------------------- | --------------------------------------------------------------------- |
| Cà Mau       | Cà Mau          | 1500           | 2006-2007/08 | PetroVietnam        | cycle combiné Siemens, gaz (du gisement offshore PM3-Ca Mau) ou fioul |
| Nhon Trach-2 | Đồng Nai        | 760            | 2010-2011    | PetroVietnam        | cycle combiné Siemens                                                 |
| Phu-My 2.2   | Bà Rịa-Vũng Tàu | 715            | 2005         | Mekong Energy Ltd   | cycle combiné General Electric                                        |
| Phu-My 3     | Bà Rịa-Vũng Tàu | 720            | 2003/04      | BP Global Power     | cycle combiné Siemens                                                 |
| Nhon Trach-1 | Đồng Nai        | 450            | 2008-09      | PetroVietnam        | cycle combiné Alstom                                                  |
| Phu-My 2.1   | Bà Rịa-Vũng Tàu | 450            | 1997-2003    | Vietnam Electricity | cycle combiné ABB                                                     |
| Phu-My 4     | Bà Rịa-Vũng Tàu | 450            | 2004         | Vietnam Electricity | cycle combiné Alstom                                                  |

#### Projets de centrales nucléaires
- (en) Cet article est partiellement ou en totalité issu de l’article de Wikipédia en anglais intitulé « Nuclear energy in Vietnam » (voir la liste des auteurs).

##### Histoire
Le Vietnam a fait ses premiers pas dans le nucléaire pacifique en 1958, lorsqu'il fut un des premiers pays membres du programme Atoms for Peace à commander un petit réacteur de recherche, le Triga-Mark II de General Atomics, utilisé à partir de 1963 pour la formation des scientifiques et techniciens et pour produire des isotopes médicaux. Durant la guerre du Vietnam, les États-Unis démantelèrent ce réacteur, qui fut reconstruit par les Russes en 1980 sur le même site à Dalat, pour la Commission de l'énergie atomique du Vietnam créée en 1976 par le ministère des sciences et technologies. La loi sur l'énergie atomique est entrée en vigueur en 2009, et l'Assemblée nationale a donné en novembre 2009 son feu vert au plan de construction de centrales nucléaires visant à fournir 15 à 20 % de la production d'électricité du pays en 2030 ; la première centrale programmée devait être construite à partir de 2014 avec quatre réacteurs de 1 000 MW chacun, dont le premier devait être mis en service en 2020 et les autres au cours des quatre années suivantes.
Au début des années 1980, deux études préliminaires ont été menées sur l'électricité nucléaire, suivies par une troisième en 1995 qui annonçait que : « Vers 2015, lorsque la demande d'électricité dépassera 100 milliards de kWh, le nucléaire devrait être introduit pour satisfaire la croissance continue de la demande d'électricité du pays à cette époque et au-delà ». En février 2006 le gouvernement a annoncé qu'une centrale de 2 000 MWe devrait être en service vers 2020. Cet objectif général fut confirmé dans un plan de développement nucléaire approuvé par le gouvernement en août 2007, où l'objectif était porté à 8 000 MWe nucléaires en 2025. Une loi générale sur l'énergie nucléaire fut votée à mi-2008, et un cadre légal et réglementaire détaillé a été développé depuis.
En juin 2010, le premier ministre a signé une décision précisant que la première centrale nucléaire, Ninh Thuận 1, d'une capacité d'environ 2 000 MW, sera mise en construction en 2015 sous réserve que les autorisations réglementaires et les organisations requises soient en place et que les études de faisabilité aient été réalisées. Il était prévu que la mise en service commerciale soit initiée en 2020 et que l'ensemble de la centrale soit en marche en 2021.
Depuis octobre 2008, deux réacteurs de 2 000 MWe au total avaient été prévus à Phuoc Dinh dans la province méridionale de Ninh Thuận. 2 000 MWe supplémentaires étaient prévus non loin de là, à Vinh Hai, suivis par 6 000 MWe additionnels en 2030. Les deux localisations sont fondées particulièrement sur l'adéquation géologique sur la côte. Un scénario haut de demande donnerait 8 000 MWe en 2025 et 15 000 MWe (10 % du total) en 2030 sur huit sites dans cinq provinces. Quatre unités supplémentaires seraient ajoutées aux deux premiers sites, puis six autres sur trois ou quatre sites dans les provinces centrales de Quảng Ngãi (Duc Thang ou Duc Chanh), Binh Dinh (Hoai My) et Phu Yen (Xuan Phuong). Ces sites, plus Ky Xuan dans la province septentrionale de Ha Tinh, restent des propositions en 2014.
Atomstroyexport (Russie), Westinghouse (États-Unis), EdF (France), Kepco (Corée du Sud) et le chinois Guangdong Nuclear Power Group (CGNPC) ont exprimé un vif intérêt pour la fourniture des deux premières centrales à deux tranches. Selon des sources non confirmées en 2010, le gouvernement japonais, avec Tepco et d'autres, aurait proposé un contrat de 11 milliards de dollars, et qu'un consortium entre Mitsubishi, Toshiba et Hitachi aurait soumissionné pour le projet. les centrales seront propriété d'État à travers EVN, sans capital privé.
En juillet 2011 le gouvernement a publié un schéma directeur spécifiant les centrales de Ninh Thuận 1&2 avec au total huit réacteurs de la catégorie des 1 000 MWe, mis en service un par an de 2020 à 27, puis deux réacteurs plus puissants en 2029 sur un site central. Le Ministère de l'Industrie et du Commerce (MOIT) est responsable pour les projets eux-mêmes, tandis que le Ministère de la Science et des Technologies (MOST) soutient le programme en développant un schéma directeur et la réglementation.
En janvier 2014 le gouvernement a déclaré que le programme nucléaire serait différé de près de quatre ans à cause des négociations qui se poursuivent sur la technologie et le financement. EVN avait précédemment annoncé que l'IAEA avait demandé des délais supplémentaires pour permettre une préparation plus complète.
En janvier 2015 le lancement de la construction a été repoussé à 2019. En mars 2016 le gouvernement annonçait que le premier réacteur serait mis en service en 2028. En novembre 2016 l'Assemblée Nationale a voté une résolution pour annuler les projets des deux centrales nucléaires, « à cause des conditions économiques actuelles dans notre pays », et abaisser les prévisions de demande. Ces centrales seront remplacées par 6 GWe de gaz et de charbon pour 2030.

##### Centrales en projet
| Centrale     | Localisation                       | Type               | Nb réacteurs | Construction         | Puissance nette (MWe) | Constructeur    |
| Ninh Thuận 1 | Phuoc Dinh, Province de Ninh Thuận | VVER-1200/V-491    | 4            | tr.1 : 2017? à 2023? | 4 800                 | Atomstroyexport |
| Ninh Thuận2  | Vinh Hai, Province de Ninh Thuận   | AP1000 ou Atmea1 ? | 4            | ?                    | 4 400                 | JINED           |
| (central)    |                                    | APR-1400 ?         | 1            | ?-2028?              | 1 350                 |                 |
| (central)    |                                    | APR-1400 ?         | 1            | ?-2029?              | 1 350                 |                 |

En octobre 2010 un accord intergouvernemental a été signé pour la construction par Atomstroyexport de la centrale Ninh Thuận 1, avec deux réacteurs VVER-1000 inspirés de ceux de Tianwan en Chine. Cependant, en octobre 2014 il a été décidé d'utiliser le modèle plus récent AES-2006 d'Atomproekt avec des réacteurs VVER-1200/V-491. Rosatom a confirmé que le Ministère des Finances de Russie est prêt à financer au moins 85 % de cette première centrale, à fournir le combustible et à reprendre le combustible usagé sur la vie entière de la centrale, selon la politique normale de la Russie pour les états ne possédant pas d'armes nucléaires. Un accord de financement de 9 milliards de dollars a été signé en novembre 2011 avec le bureau de crédit export de Russie et un second accord de prêt de 500 millions $ finance l'établissement du Centre for Nuclear Energy Science & Technology (CNEST) conjointement par Rosatom et MOST. En 2014, 344 étudiants Vietnamiens étudiaient en Russie pour se préparer pour le projet et 150 ingénieurs aidaient à la construction de la centrale nucléaire de Rostoven Russie. Le calendrier initial prévoyait le début de la construction en 2014 et l'entrée en fonctionnement à partir de 2020, mais le commencement a été repoussé à 2017 ou 2018.
En octobre 2010 un accord intergouvernemental avec le Japon a été signé pour la construction d'une seconde centrale nucléaire à Vinh Hai dans la province de Ninh Thuận, dont les deux réacteurs devraient entrer en service en 2024-25 (depuis lors reporté, puis rétabli). Le mois suivant le gouvernement signait un second accord avec le Japon et le Ministère de l'Économie, du Commerce et de l'Industrie du Japon (METI) annonçait que Japan Atomic Power Co. (JAPC) et International Nuclear Energy Development of Japan Co. Ltd. (JINED) travailleraient avec EVN sur le projet, qui impliquera le financement de 85 % du coût total. JINED est un consortium entre le METI, neuf producteurs d'électricité (menés par Chubu, Kansai et Tepco) et trois fabricants (Mitsubishi Heavy Industries, Toshiba et Hitachi). L'accord intergouvernemental est entré en vigueur en janvier 2012. L'étude de faisabilité de JAPC pour EVN a été achevée en mai 2013. Le choix de la technologie reste à arrêter, bien que le choix du PWR apparaisse probable, et Mitsubishi a précisé que dans ce cas la centrale de référence serait Tomari 3 à Hokkaido, une tranche de 866 MWe. Le calendrier a été différé de quelques années au-delà de la date initiale de 2015.
D'autres accords ont été signés avec la France, la Chine, les États-Unis, le Canada et la Corée du Sud, ce dernier ayant été complété par une étude de faisabilité pour une centrale de technologie coréenne.

#### Énergies renouvelables

##### Éolien
Avec plus de 3 000 km de côtes et une vitesse de vent moyenne de 8 à 9 m/s au Sud, le potentiel éolien du Viêt Nam est substantiel. Deux rapports de la Banque mondiale évaluent le potentiel technique à 24 GW à terre et 275 GW en mer. En 2023, le potentiel éolien en mer est estimé à 599 GW.
L'Energy Institute estime la production d'électricité éolienne en 2023 à 11,4 TWh, soit 4,1 % de l'électricité du pays.
Les éoliennes du Viêt Nam ont produit 3 344 GWh en 2021, soit 1,3 % de l'électricité du pays.
| Année | Production (GWh) | Accroissement | Part prod.élec. |
| 2010  | 50               |               | 0,05 %          |
| 2011  | 87               | +74 %         | 0,08 %          |
| 2012  | 87               | +0 %          | 0,07 %          |
| 2013  | 87               | +0 %          | 0,07 %          |
| 2014  | 87               | +0 %          | 0,06 %          |
| 2015  | 124              | +43 %         | 0,08 %          |
| 2016  | 201              | +62 %         | 0,1 %           |
| 2017  | 350              | +74 %         | 0,2 %           |
| 2018  | 487              | +39 %         | 0,2 %           |
| 2019  | 724              | +49 %         | 0,3 %           |
| 2020  | 982              | +36 %         | 0,4 %           |
| 2021  | 3 344            | +241 %        | 1,3 %           |
| 2022  | 9 100            | +172 %        | 3,4 %           |
| 2023  | 11 400           | +25 %         | 4,1 %           |

La puissance installée éolienne du Viêt Nam atteint 4 798 MW en 2023, dont 3 924 MW à terre et 874 MW en mer, en progression de 20,7 % par rapport à 2022, au 4e rang en Asie et au 23e rang mondial, derrière la Chine (441 100 MW), l'Inde (44 736 MW) et le Japon (5 214 MW). Les nouvelles installations se sont élevées à 823 MW en 2023, uniquement à terre. Le 8ème plan de développement de l'électricité (mai 2023) fixe des objectifs 2030 de 21,8 MW d'éolien à terre et 6 GW en mer ; il prévoit aussi des projets offshore destinés à l'exportation, estimés à 5 à 10 GW en 2030 ; un premier de ces projets, en commun avec Singapour, a été sélectionné. Cependant, le ministère de l'industrie et du commerce a fixé un nouveau plafond en baisse de 20 à 25 % pour les prix des contrats des 3 GW de projets en cours de négociation, prix jugé trop bas par les développeurs. De plus, les délais de développement et de construction sont de 6 à 8 ans, et les réseaux sont insuffisants pour acheminer la production des nouveaux projets.
En 2022, la puissance installée atteint 3 976 MW, dont 3 102 MW à terre et 874 MW en mer, sans changement en 2022, au 4e rang en Asie, derrière la Chine (365 440 MW), l'Inde (41 930 MW) et le Japon (4 804 MW). Les nouvelles installations se sont élevées à 3 496 MW en 2021,  dont 2 717 MW à terre et 779 MW en mer, plaçant le Vietnam au 4e rang mondial avec 4 % du marché mondial de l'année, derrière la Chine, les États-Unis et le Brésil. Le 8ème plan de développement électrique, qui prévoit 7 GW d'éolien en mer d'ici 2030, est en attente d'approbation depuis mars 2021.
La puissance installée atteint 513 MW, dont 160 MW installés en 2019 et 125 MW en 2020 ; le 7e plan national de développement de l'électricité (2011, révisé en 2016) prévoyait 800 MW en 2020, mais la crise sanitaire a causé des retards ; le gouvernement a approuvé 7 GMW de nouveaux projets en juin 2020 et le ministère de l'Industrie et du Commerce a proposé 6,4 GMW additionnels ; les tarifs garantis arrivaient à échéance en novembre 2021 ; le ministère propose de les prolonger en les réduisant de 17 % ; le projet de 8e plan prévoit 16 GMW d'éolien terrestre plus 2 à 3 GMW en mer pour 2030, mais le développement est ralenti par les insuffisances des infrastructures de réseau.
Le Vietnam a installé 32 MW en 2018 et 160 MW en 2019, portant la puissance installée éolienne fin 2019 à 388 MW, plus 99 MW de parcs éoliens intertidaux (dans l'espace côtier compris entre les limites extrêmes atteintes par la marée), soit au total 487 MW. Un total de 4 GW de nouvelles installations est prévu d'ici 2025. Ce boom a été suscité par l'institution d'un tarif garanti d'injection sur le réseau de 8,5 $ c/kWh, qui a été augmenté de 9 % en septembre 2018 (mais avec expiration en novembre 2021) et d'un tarif offshore de 9,5 $ c/kWh. Un grand nombre d'investisseurs se hâtent pour mettre leur projet en service avant l'échéance de novembre 2021. D'autres incitations sont accordées, dont des exonérations fiscales : droits de douane, impôt sur les sociétés, taxes foncières, taxes environnementales. Mais l'éolien est concurrencé par le charbon subventionné et la difficulté à trouver des financements.

### Consommation finale d'électricité
La consommation d'électricité par habitant s'élève en 2021 à 2,4 MWh au Viêt Nam, inférieure d'un tiers à la moyenne mondiale : 3,6 MWh, de 59 % à celle de la Chine : 5,9 MWh, de 65 % à celle de la France : 6,9 MWh, de 69 % à celle du Japon : 7,7 MWh et de 82 % à celle des États-Unis : 13,4 MWh.
La répartition par secteur de la consommation finale d'électricité a évolué comme suit :
| Secteur                                                  | 1990 | %    | 2000 | %    | 2010 | %    | 2020  | %    | 2021  | % 2021 | var. 2021/1990 |
| Industrie                                                | 2,8  | 46,0 | 9,1  | 40,6 | 46,5 | 53,5 | 118,1 | 54,2 | 121,7 | 54,4 % | +4176 %        |
| Résidentiel                                              | 2,3  | 37,2 | 11,1 | 49,7 | 31,5 | 36,2 | 69,0  | 31,6 | 72,6  | 32,5 % | +3052 %        |
| Tertiaire                                                | 0,6  | 9,5  | 1,5  | 6,7  | 8,0  | 9,2  | 23,5  | 10,8 | 21,1  | 9,5 %  | +3501 %        |
| Agriculture                                              | 0,4  | 7,3  | 0,7  | 3,0  | 0,9  | 1,1  | 7,4   | 3,4  | 8,1   | 3,6 %  | +1701 %        |
| Total                                                    | 6,2  | 100  | 22,4 | 100  | 86,9 | 100  | 218,0 | 100  | 223,5 | 100 %  | +3513 %        |
| Source des données : Agence internationale de l'énergie. |      |      |      |      |      |      |       |      |       |        |                |

#### Voiture électrique
Le conglomérat VinGroup a créé en 2017 VinFast, une filiale spécialisée dans l'automobile, qui a présenté deux modèles au Salon de Paris en octobre 2018 et lancé en juin 2019 la production dans une usine située à Haiphong dont la capacité est de 250 000 voitures/an. Vinfast annonce une voiture électrique.

## Impact environnemental
Les émissions de gaz à effet de serre (GES) dues à la combustion au Viêt Nam s'élevaient en 2021 à 288,3 Mt d'équivalent CO2, en hausse de 61 % par rapport à 1990.
Les émissions de CO2 dues à la combustion par habitant étaient en 2021 de 2,92 t CO2, inférieures de 31 % à la moyenne mondiale : 4,26 t/hab, de 28 % à celle de la France : 4,03 t/hab et de 61 % à celle de la Chine : 7,54 t/hab.
Voici l'évolution de ces émissions liées à l'énergie, comparée à celle de l'Union européenne :
|                                             | 1971 | 1990 | 2021  | var. 2021/1971 | var. 2021/1990 | var.UE27 2021/1990 |
| Émissions GES (Mt CO2)                      | 18,8 | 21,1 | 288,3 | x15,3          | x13,7          | -25,5 %            |
| Émissions CO2/habitant (t CO2)              | 0,38 | 0,26 | 2,92  | +668 %         | +1023 %        | -30,4 %            |
| Source : Agence internationale de l'énergie |      |      |       |                |                |                    |

| Combustible                                 | 1971 Mt CO2 | 1990 Mt CO2 | 2021 Mt CO2 | %    | var. 2021/1990 | var. UE27 2021/1990 |
| ------------------------------------------- | ----------- | ----------- | ----------- | ---- | -------------- | ------------------- |
| Charbon                                     | 5,8         | 9,3         | 223,1       | 77 % | x24            | -58 %               |
| Pétrole                                     | 10,8        | 8,3         | 51,4        | 18 % | +519 %         | -21 %               |
| Gaz naturel                                 | -           | -           | 12,5        | 4 %  | ns             | +42 %               |
| Source : Agence internationale de l'énergie |             |             |             |      |                |                     |

Les émissions de CO2 liées à la combustion par secteur de consommation se répartissaient en 2021 en 61 % pour l'industrie, 11 % pour le secteur des transports, 19 % pour le secteur résidentiel, et 5 % pour le secteur tertiaire.